# Time to Turn
Time to Turn – dziesiąty album studyjny niemieckiej grupy rockowej Eloy, wydany w 1982 roku nakładem Harvest Records.
Cover utworu Time to Turn został nagrany przez Budkę Suflera z polskim tekstem jako Noc Komety.

## Lista utworów
Opracowano na podstawie materiału źródłowego.
Wydanie LP:
Strona A
| Nr | Tytuł utworu                      | Muzyka | Długość |
| -- | --------------------------------- | ------ | ------- |
| 1. | „Through a Somber Galaxy”         | Eloy   | 6:00    |
| 2. | „Behind the Walls of Imagination” | Eloy   | 6:25    |
| 3. | „Time to Turn”                    | Eloy   | 4:32    |
| 4. | „Magic Mirrors”                   | Eloy   | 5:25    |
|    |                                   |        | 22:22   |

Strona B
| Nr | Tytuł utworu             | Muzyka | Długość |
| -- | ------------------------ | ------ | ------- |
| 1. | „End of an Odyssey”      | Eloy   | 9:25    |
| 2. | „The Flash”              | Eloy   | 5:34    |
| 3. | „Say, is It Really True” | Eloy   | 4:45    |
|    |                          |        | 19:44   |

## Twórcy
Opracowano na podstawie materiału źródłowego.
Muzycy:
- Hannes Arkona – gitara, keyboardy, instrumenty perkusyjne
- Frank Bornemann – gitara, śpiew
- Hannes Folberth – keyboardy
- Klaus-Peter Matziol – gitara basowa, śpiew
- Fritz Randow – perkusja, instrumenty perkusyjne

Produkcja:
- Frank Bornemann, Eloy – produkcja muzyczna
- Jan Nemec - inżynieria dźwięku, miksowanie
- Winfried Reinbacher – obraz na okładce